# Heinrich Peer

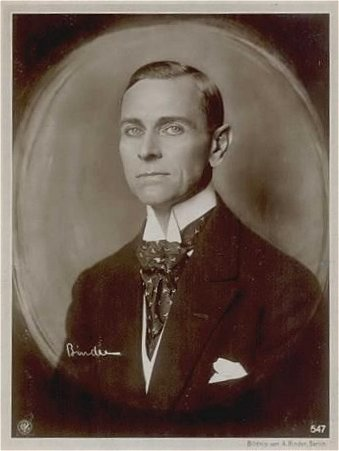
Heinrich Peer auf einer Fotografie von Alexander Binder

Heinrich Friedrich Peer (* 25. November 1867 in Wien; † 13. Mai 1927 ebenda) war ein österreichischer Schauspieler.

## Leben
Er begann seine Karriere am Raimundtheater und trat 1892 sein erstes Festengagement in Esseg an. Nach einer Zwischenstation in Innsbruck gab er sein Berliner Debüt 1902 am Intimen Theater.
Peer war vorwiegend Operettenschauspieler, besonders am Theater des Westens. Dort war er Hauptdarsteller in Aufführungen unter anderem von Oscar Straus’ Ein Walzertraum oder Franz Lehárs Die lustige Witwe. Seit 1911 wirkte er als Nebendarsteller häufig in Filmen mit. Nur in den Jahren 1918/19 erhielt er mit der Figur des (Kriminal-)Rat Anheim in einer recht kurzlebigen Detektivserie der William-Kahn-Film (Der grüne Vampyr, Das wandernde Auge, Nur ein Zahnstocher) eine Hauptrolle.

## Filmografie (Auswahl)
| - 1911: Nachtfalter - 1913: Wo ist Coletti? - 1913: Die blaue Maus - 1913: Die blaue Maus, 2. Teil - 1915: Der Geheimsekretär - 1915: Hampels Abenteuer - 1915: Der Hermelinmantel - 1915: Schlemihl - 1915: Wie werde ich Amanda los? - 1916: Talarso, der Mann mit den grünen Augen - 1916: Die Gespensteruhr - 1916: Der Ruf der Liebe - 1916: Die Zwillingsschwestern - 1917: Die Liebe der Hetty Raymond - 1917: Eine Nacht in der Stahlkammer - 1917: Im stillen Ozean - 1918: Die Bettelgräfin - 1918: Carmen - 1918: Auf des Lebens rauher Bahn - 1918: Mitternacht - 1918: Der grüne Vampyr - 1919: Das wandernde Auge - 1919: Nur ein Zahnstocher - 1919: Sein letzter Trick - 1920: Ewiger Strom - 1920: Anna Karenina | - 1921: Fasching - 1921: Panzerschrank Nr. 13 - 1921: Klatsch - 1921: Aus den Tiefen der Großstadt - 1921: Pariserinnen - 1922: Strandgut der Leidenschaft - 1922: Graf Festenberg - 1922: Die vom Zirkus - 1923: Fräulein Raffke - 1923: Der Evangelimann - 1923: Das kalte Herz - 1924: Garragan - 1925: Bismarck, 1. Teil - 1925: Der Bastard - 1925: Volk in Not - 1925: Der Mann im Sattel - 1926: Die Mühle von Sanssouci - 1926: Die Försterchristl - 1926: Spitzen - 1926: Nixchen - 1926: Der schwarze Pierrot - 1926: Der Herr des Todes - 1927: Bismarck 1862–1898 - 1927: Stolzenfels am Rhein |